# 韓國海軍特戰戰團
海軍特戰戰團（：／），2012年以前稱為海軍特戰旅（해군특수전여단），是韓國海軍轄下的特種部隊。該單位受美國海豹部隊影響深遠，從成軍之初便受到其資金、專業訓練等支援，兩者至今仍透過每年數次的經常性聯合訓練（JCET）維持密切合作關係。美方提供軍用直升機和潛艦參與演習，韓方亦每年派出人員赴美參加美國海軍特戰訓練項目，例如基礎水中爆破、爆裂物處理課程。

## 歷史
韓國海軍特戰隊的前身是成立於1955年11月25日的水中爆破隊（수중파괴대），包含了受過美國海軍水下爆破課程的軍官7人、及第1期結業的受訓生25人。25名結業學員是從初期300餘名志願加入的受訓者中篩選而出。
越南戰爭期間，被歸入韓國海軍組成的運輸戰隊「白鷗部隊」（백구부대）之下被派往越南，執行與艦艇安全相關的任務，例如暗礁等水中障礙物的破壞作業、及支援海軍運輸任務。
1968年創立了爆裂物處理班（폭발물처리반），1976年時追加了特種作戰任務。1980年代後水中爆破隊終止了在朝鮮民主主義人民共和國境內執行偵察的任務，以挪出部分人員組成情報單位。1993年12月起開始專門負責從第707特殊任務營移交的海上反恐任務，1999年5月時成立了反恐特戰隊（대테러특임대），自此部隊的任務分為四大塊，即水中爆破（UDT）、特種作戰（SEAL）、爆炸品處理和反恐，配置於各作戰隊的隊員均接受專門的任務訓練。
1990年代晚期，韓國海軍特戰部隊的焦點集中於北朝鮮對韓國沿岸的頻繁動作，平壤當局動用微型潛艇將特工從這些沿岸區送進韓國國內進行滲透。1996年曾於江陵潛艇滲透事件中出動、1998年時對於在江原道束草市附近海域捕獲的北朝鮮玉桂級潛艇進行了修復及研究。
由草創期的小規模水中爆破隊開始，海軍特戰部隊任務逐漸擴大、規模亦逐漸成長，歷年來多次創新組織。1983年1月被重新改組為第25戰隊（제25전대），1986年2月時又改編為第56戰隊（제56전대）。1998年創設了特種船舶隊（특수선박대；）。之後由於部隊統合及規模增編的必要，在2000年1月1日創立為海軍特戰旅（특수전여단）。
2009年起，韓國海軍特戰旅的分遣隊作為清海部隊的核心作戰單位，派赴索馬利亞沿岸附近的亞丁灣。2011年1月22日，作為亞丁灣黎明作戰的部分行動，15名韓國海軍特戰旅隊員於當地時間的早晨4:58分，從崔瑩號驅逐艦搭乘山貓直升機登上韓籍化學運輸船「三湖珠寶號」，該船及其21位船員已被13位索馬利亞海盜挾持了6天。特戰隊員登船後，崔瑩號則在三湖珠寶號邊繞行並以機關槍射擊、轉移海盜火力。3小時後在槍戰中擊斃8名海賊、剩下的5人被捕獲，15名韓國特戰隊員無人傷亡。人質全部獲救，船長腹部則受到非致命槍傷。
2012年2月1日，海軍特戰旅被增編成海軍特戰戰團。

## 培訓
韓國海軍特戰隊隊員來自入伍士兵、士官及軍官。大部分士官及全部士兵在參加基礎訓練前申請加入，而少尉以上軍官則是在從水面作戰軍官學校畢業後、或是被分派到艦艇後申請加入。其基礎水中爆破訓練（BUD/S）與美國海豹部隊的相近，包含了「地獄週」等極限生理、心理挑戰項目。受訓合格率通常介在30%至40%左右，最低可至10%以下，在特戰隊規模擴張、派外任務增加的現況之下導致人力短缺的問題。2010年起，大部分未通過受訓的人員被保留為特戰團的任務支援、設備維護人員，通過第一階段十週考驗者則繼續接受特殊潛水、爆破、陸戰及戰術訓練。

## 單位
第一營負責執行多種傳統特戰任務，如特種偵察、直接行動、先遣部隊作戰、兩棲偵察、水中爆破等，並專精於朝鮮民主主義人民共和國境內的敵後滲透及戰鬥。特殊任務營專司登艦偵蒐任務、海上攔截行動及反恐行動，為韓國的海上反恐及人質營救部隊。除此兩營之外還設有爆裂物處理隊，負責簡易爆炸裝置處理、淺水水雷處理等。在韓國西海岸、東海岸各設有前進基地部隊。

## 已知裝備

### 個人武器

#### 突擊步槍
| 武器名稱 | 原產地 | 備註     |
| -------- | ------ | -------- |
| HK416    | 德国   | 包括A5型 |
| SIG 516  | 美国   | -        |
| CAR 816  | 阿联酋 | -        |
| APS      | 苏联   | 已退役   |

#### 衝鋒槍
| 武器名稱 | 原產地 | 備註                                     |
| -------- | ------ | ---------------------------------------- |
| 大宇K7   |        | -                                        |
| HK MP5   | 德国   | A5及SD6型                                |
| 大宇K1A  |        | 5.56毫米卡賓槍，被韓國軍隊定位為“衝鋒槍” |

#### 狙擊步槍
| 武器名稱    | 原產地 | 備註       |
| ----------- | ------ | ---------- |
| 精密國際AW  | 英国   | -          |
| 薩柯TRG M10 | 芬兰   | -          |
| KAC SR-25   | 美国   | -          |
| 巴雷特M107  | 美国   | 反器材步槍 |

#### 輕機槍
| 武器名稱 | 原產地 | 備註 |
| -------- | ------ | ---- |
| 大宇K3   |        | -    |

#### 霰彈槍
| 武器名稱  | 原產地 | 備註 |
| --------- | ------ | ---- |
| 雷明登870 | 美国   | -    |

#### 手槍
| 武器名稱       | 原產地 | 備註 |
| -------------- | ------ | ---- |
| SIG P226海軍型 | 德国   | -    |
| 貝瑞塔92FS     | 義大利 | -    |
| 大宇K5         |        | -    |
| 克拉克17       | 奥地利 | -    |

#### 榴彈發射器
| 武器名稱 | 原產地 | 備註 |
| -------- | ------ | ---- |
| M32 MGL  | 南非   | -    |

### 個人裝備
- 作戰服
  - 軍綠色作戰服
  -  Crye Precision G2／G3作戰服（Multicam樣式）
- 戰術頭盔
  -  Ops-Core FAST Ballistic（卡其色塗裝）
  -  Ops-Core FAST XP High Cut（卡其色塗裝）
- 抗噪耳機
  -  3M Peltor Comtac XPI
  -  MSA Sordin
- 攜板背心
  -  Crye Precision JPC／JPC 2.0（Multicam樣式）
  -  Crye Precision AVS（Multicam樣式）
- 夜視儀
  -  AN/PVS-31
  -  GPNVG-18
- 無線電
- 潛水器材

## 圖片集

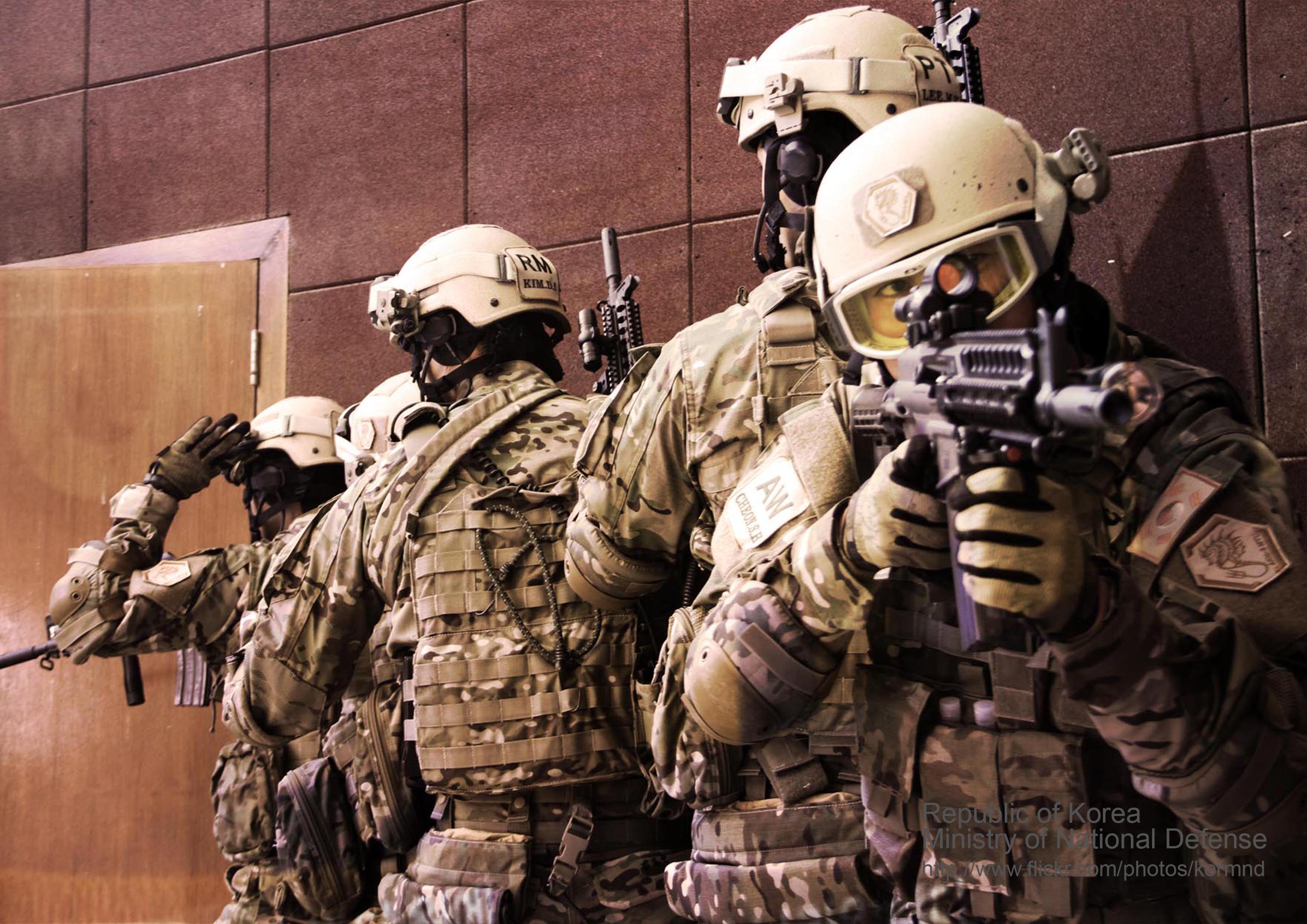
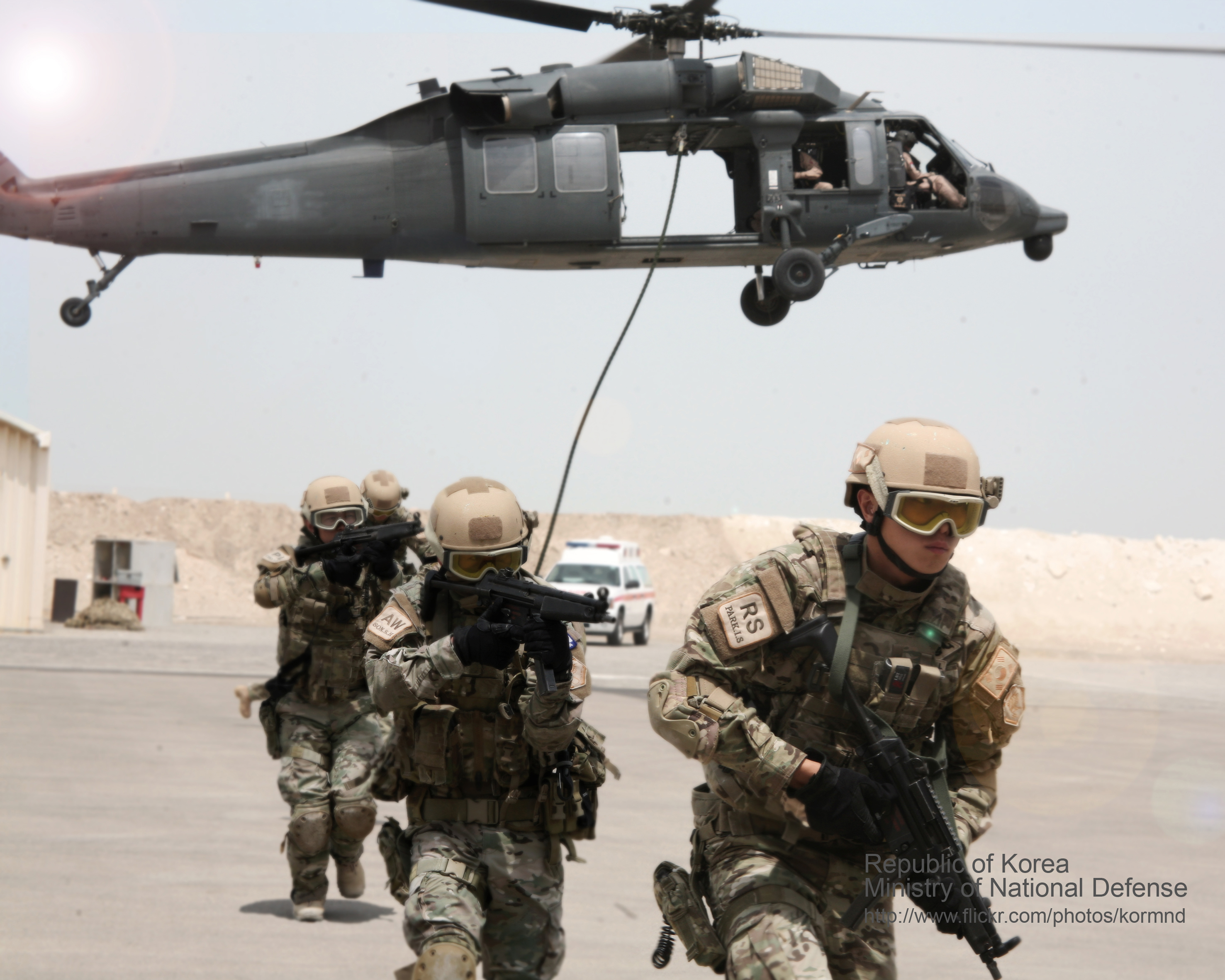
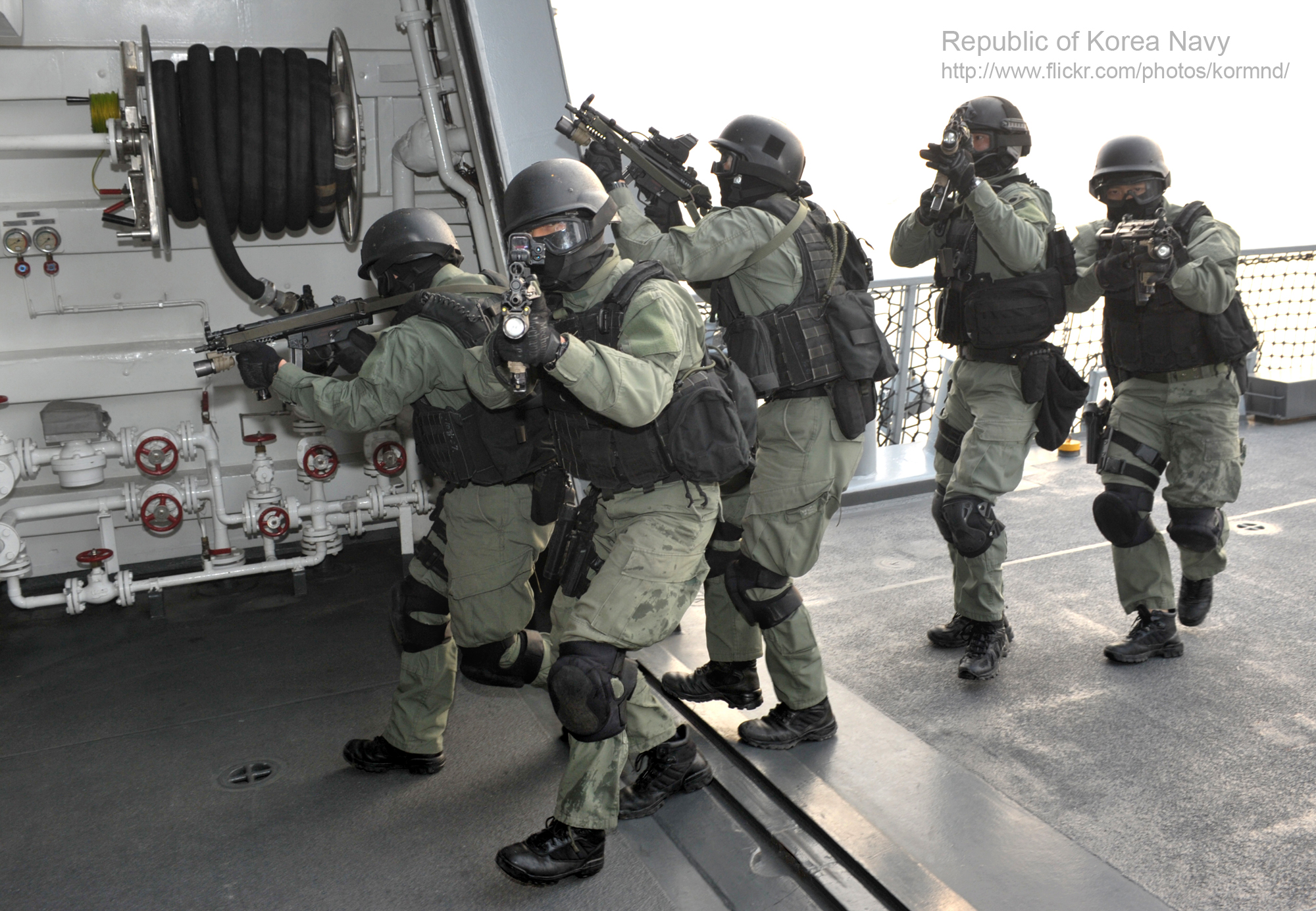
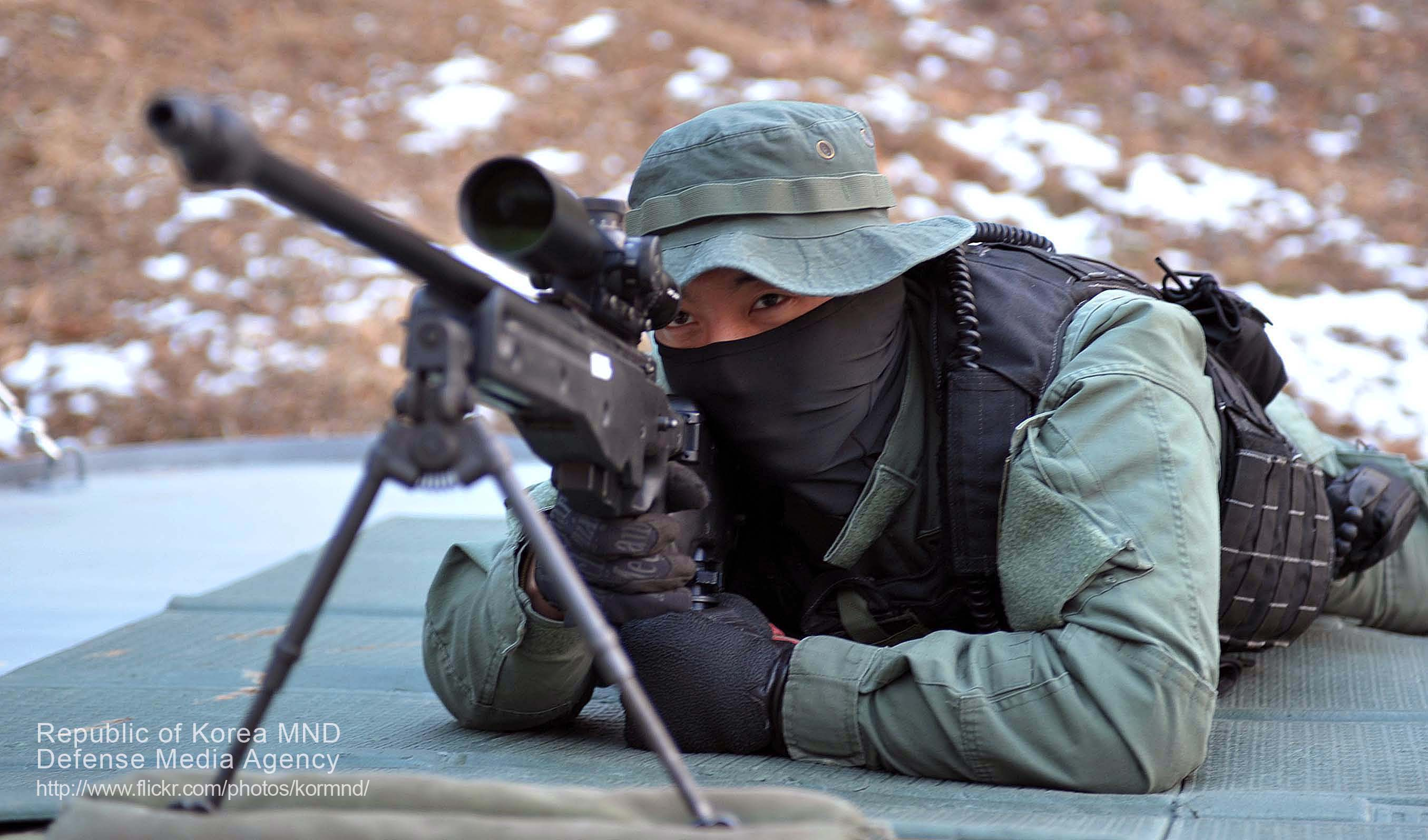
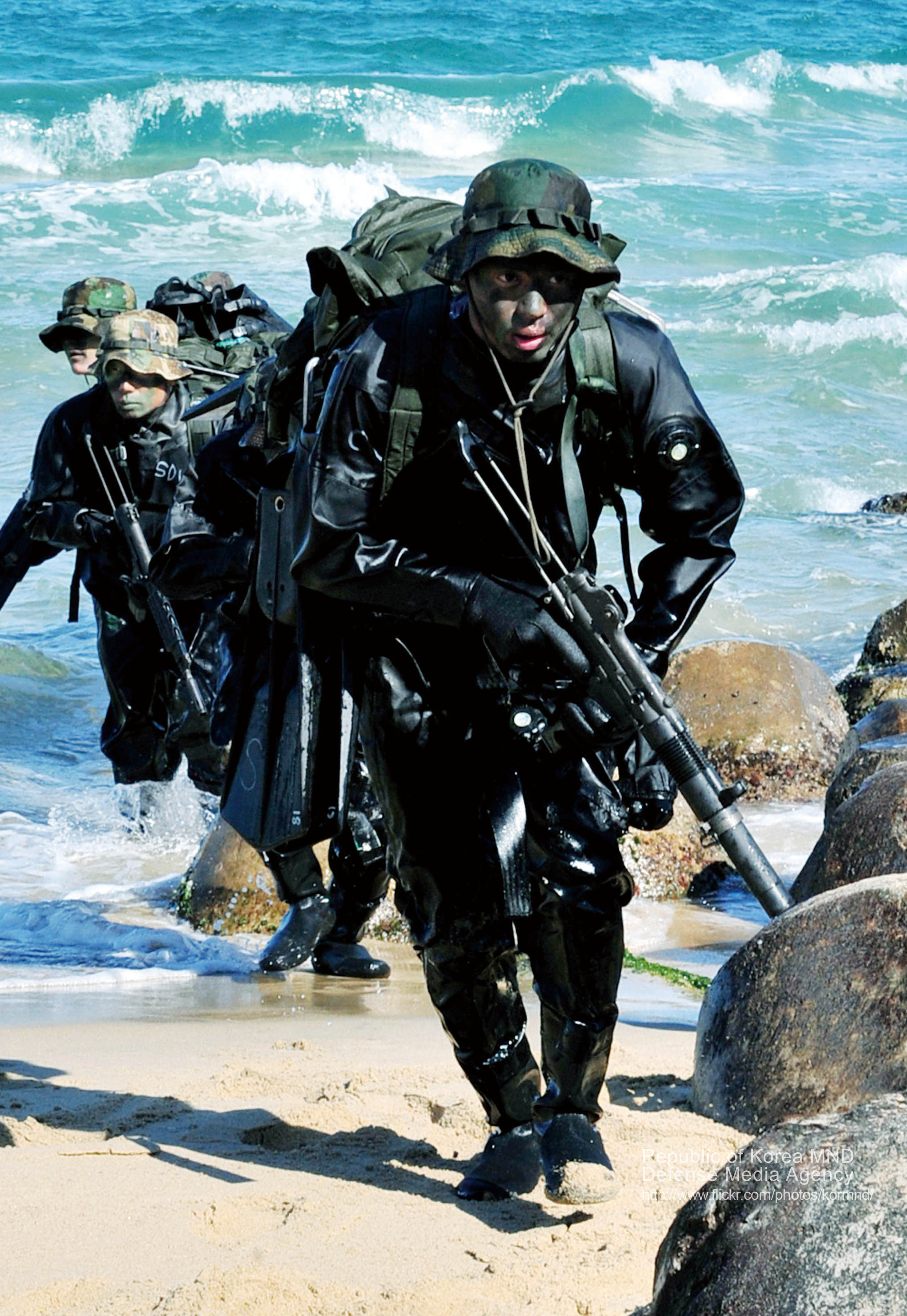
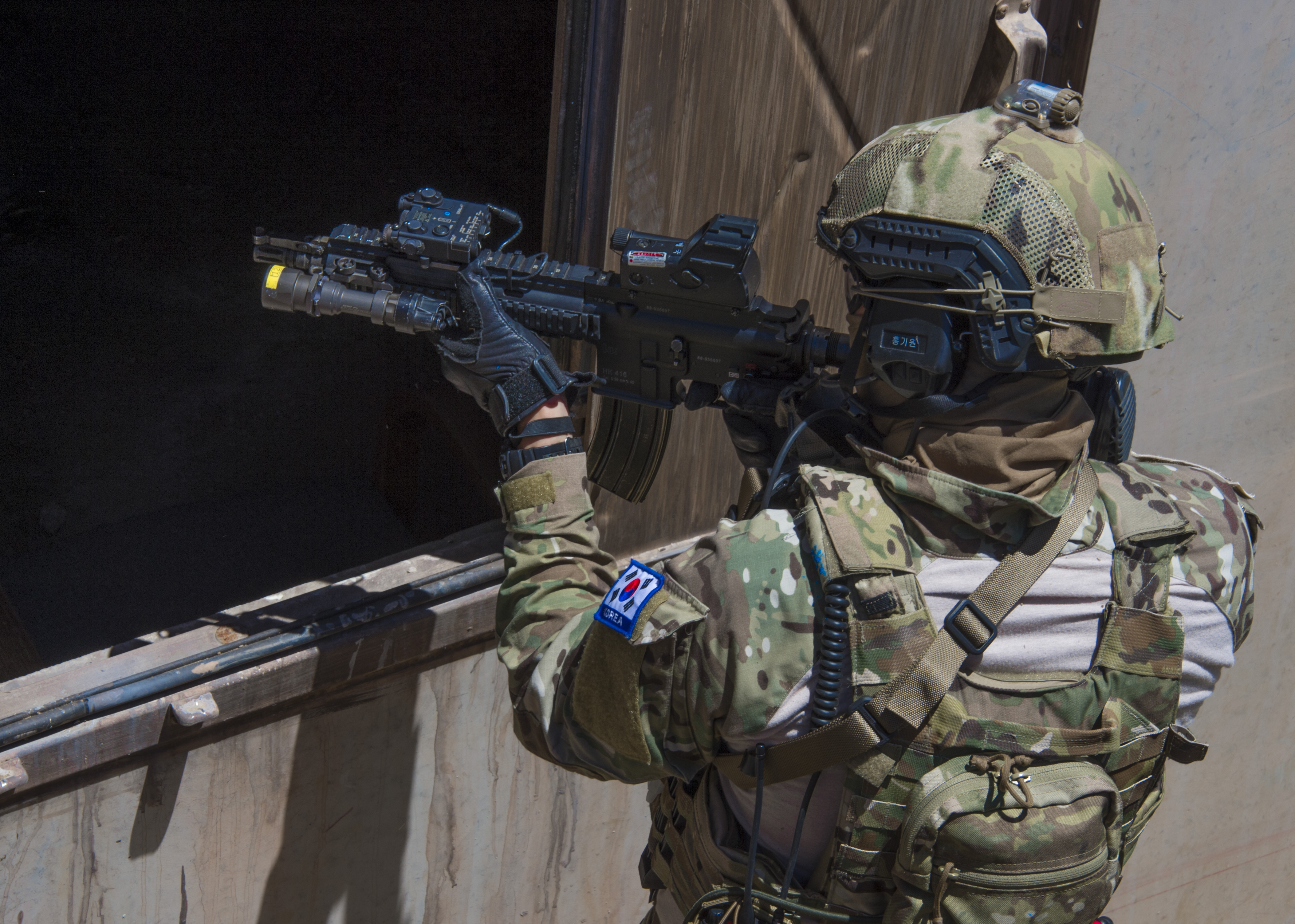

## 外部連結
- Official Site （页面存档备份，存于） 